# كارستن داهل
كارستن داهل (بالدنماركية: Carsten Dahl)‏ هو عازف جاز وملحن وعازف بيانو دنماركي، ولد في 3 أكتوبر 1967 في كوبنهاغن في الدنمارك.

## وصلات خارجية
- الموقع الرسمي
- كارستن داهل على موقع ميوزك برينز (الإنجليزية)
- كارستن داهل على موقع أول ميوزيك (الإنجليزية)
- كارستن داهل على موقع ديسكوغز (الإنجليزية)